# Lucio Urtubia Jiménez
Lucio Urtubia Jiménez (Cascante, 18 de febrer de 1931 - París, 18 de juliol de 2020) va ser un paleta de professió i militant anarquista navarrès. A causa de la seva activitat clandestina en pro de grups d'anarquistes internacionals, és considerat com una mena de Robin Hood. Va viure a París fins al final de la seva vida, difonent les idees anarquistes i treballant de paleta.

## Biografia
Lucio Urtubia va néixer a Cascante en una família molt pobra de 5 germans, a la Navarra carlista. El seu pare va entrar a la presó com a carlista, però en va sortir convertit en comunista. Als 19 anys, Lucio va escoltar de la seva boca per primera vegada la frase que marcaria la seva vida: «Si pogués tornar a començar, seria anarquista».
Reclutat per al servei militar, va descobrir molt aviat la facilitat per a realitzar contraban a la frontera hispanofrancesa. Amb altres companys de servei, va desvalisar un magatzem de la companyia on estava adscrit. En ser descobert, l'any 1954, va desertar i va fugir a l'Estat francès, ja que els delictes comesos li podien costar la pena de mort.
A París, va començar a treballar de paleta, ofici que l'acompanyarà tota la vida. Urtubia sempre va defensar l'obrerisme: «som paletes, pintors, electricistes... No necessitem l'estat per a res. Si l'atur i la marginació creessin revolucionaris, els governs haurien acabat ja amb l'atur i la marginació».
A l'Estat francès, Urtubia va començar a relacionar-se amb les Joventuts Llibertàries de la Fédération Anarchiste, en principi per aprendre l'idioma, però més tard plenament convençut per les relacions que hi va iniciar, entre d'altres amb André Breton i amb Albert Camus.

### Amistat amb Quico Sabaté
Poc de temps després de viure a París, se li va demanar que amagués a casa seva un membre del maquis antifranquista. El refugiat era el mític Quico Sabaté, amb qui va compartir casa durant diversos anys, fins que aquest va morir. Urtubia va tenir en Sabaté una mena de segona figura paterna, i és d'ell que va aprendre dues lliçons bàsiques de l'anarquisme: «som allò que fem, no pas allò que diem» i «el poder corromp, tothom».
| «                | Per a Lucio, en Quico era el seu déu, el seu mestre de l'anarquisme | » |
| — Bernard Thomas |                                                                     |   |

Sabaté li va facilitar adreces de famílies exiliades aTolosa de Llengaudoc, Perpinyà i París, així com de membres de l'antiga Confederació Nacional del Treball que seguien en actiu a Barcelona, Saragossa, Madrid i Pamplona. Urtubia, davant la detenció i empresonament de Sabaté, va començar a emular-lo, realitzant incursions en territori espanyol. Posteriorment, va emprendre una sèrie de robatoris i atracaments per Europa, amb el subfusell Thompson que havia heretat de Sabaté, a fi d'aconseguir fons per a la causa revolucionària. Més tard, abandonaria aquestes activitats «per por de fer mal als empleats dels bancs». Tot i que no va matar mai ningú, la violència necessària per a entrar a punta de pistola el va decidir a deixar el robatori i posar-se a falsificar diners.

### Activitats de falsificació
Anteriorment, havia començat la seva activitat com a falsificador, proveint de documents falsos una gran quantitat de guerrillers i exiliats. En la dècada de 1960, conjuntament amb altres exiliats, va iniciar les seves activitats de falsificació de moneda, amb la qual finançaven nombrosos grups arreu del món, alhora que procuraven desestabilitzar les economies capitalistes. Subseqüentment amb aquestes activitats, en plena Invasió de Bahía de Cochinos, va proposar a l'ambaixadora de Cuba a l'Estat francès, Rosa Elena Simeón Negrín, la destrucció amb explosius d'interessos estatunidencs, a la qual cosa ella es va negar. No obstant això, va resultar temptada amb la proposta que li va fer de falsificació massiva de dòlars dels Estats Units, dels quals li portava una mostra. Va ser llavors quan l'ambaixadora va intervenir per presentar-li el Che Guevara el 1962, en aquell temps ministre d'Indústria de la Revolució cubana, a qui va presentar el seu pla de falsificació a gran escala de dòlars, pla que va rebutjar. Aquesta trobada va suposar una gran decepció per a Urtubia, ja que el Che li va exposar l'opinió que els EUA continuarien essent rics malgrat tot, fet que va interpretar com un senyal que l'argentí començava a estar cansat del rumb que prenia la política a l'illa caribenya.
L'acció subversiva més important de les que realitzà va ser la falsificació de xecs de viatge del banc estatunidenc First National City Bank (actual Citibank) en la segona meitat de la dècada de 1970. Va realitzar 8.000 fulls de 25 xecs de 100 dòlars cada un, un total de vint milions de dòlars, cosa que va estar a punt d'aconseguir que fes fallida el banc, el qual va patir una important caiguda en la cotització en borsa. Aquests diners van ser utilitzats per a finançar diferents moviments guerrillers a Llatinoamèrica (Tupamaros, Montoneros i altres) i Europa. Els titulars de premsa a l'Estat espanyol li van donar l'apel·latiu d'«el bandit bo» o «la guineu basca».

### Presó
Va ser processat i trobat culpable d'un delicte de falsificació, pel qual va ser condemnat a sis mesos de presó. Per a la seva defensa, va comptar amb l'ajuda d'un bon nombre d'advocats progressistes i la pena es va fixar després d'arribar a un acord extrajudicial amb el banc, que va acceptar retirar gran part dels càrrecs a canvi de les planxes de gravació i el material amb què falsificava els xecs. El banc va donar a Lucio quatre milions de francs francesos.

### Lluita anticapitalista
Al llarg de la seva vida, va participar en un gran nombre d'actes contra el sistema capitalista que van suposar que es dictessin en contra seva cinc ordres internacionals de recerca, inclosa una de la CIA. Destaquen la participació en la preparació del segrest del nazi Klaus Barbie a Bolívia, la col·laboració en la fugida del líder dels Panteres Negres Eldridge Cleaver, la intercessió en el segrest del polític conservador Javier Rupérez el 1979, o la col·laboració en la fugida de la presó d'Albert Boadella, que es trobava en espera de judici per un delicte d'injúries a l'exèrcit. A més va simpatitzar amb els Grups Autònoms de Combat Moviment Ibèric d'Alliberament i amb els posteriors Grups d'Acció Revolucionària Internacionalista, i mantingué una estreta relació amb un dels membres més destacats d'aquests últims, Jean-Marc Rouillan.
Una de les darreres persones amb qui Urtubia va connectar va ser Enric Duran, el català que, com ell, va rebre el sobrenom de «Robin Bank», perquè tant l'un com l'altre van repartir a la causa revolucionària els diners que van expropiar dels bancs. No fent servir la violència ni les armes per aconseguir treure diners dels bancs, sinó fent servir la intel·ligència.

## Cultura popular
- El 2007, es va estrenar un documental sobre la seva vida, titulatLucio, dirigit pels cineastes bascosJosé María Goenaga i Aitor Arregi.[6]
- El 3 de maig de 2015, Lucio Urtubia aparegué en televisió al programa Salvados de Jordi Évole a La Sexta.
- El 2018, el dibuixant Mikel Santos «Belaz» adaptà al còmic la vida de Lucio Urtubia amb el títol El tresor d'en Lucio (Tigre de Paper Edicions)[7]

## Obra
- Urtubia, Lucio: La revolución por el tejado. Autobiografía. Editorial Txalaparta, 2008. Tafalla. ISBN 978-84-8136-532-0.[8]